# Гогия, Давид Давидович
Давид Давидович Гогия (груз. დავით დავითის ძე გოგია; род. 17 января 1948, Самтредиа) — советский футболист, вратарь. Мастер спорта СССР (1972).

## Биография
Воспитанник тбилисской футбольной школы молодёжи (ФШМ).  
В команде мастеров дебютировал в 1968 году в составе «Динамо» Тбилиси — 12 ноября на 82 минуте матча против куйбышевских «Крыльев Советов» при счёте 7:1 заменил Урушадзе и пропустил на 88 минуте гол от Казакова с пенальти.
В 1969 году продолжал быть третьим вратарём основной команды — после Урушадзе и Члаидзе — и не провёл ни одного матча. Следующие два сезона провёл в «Торпедо» Кутаиси, после чего вернулся в «Динамо», за которое выступал до 1979 года.

### Стиль игры
Отличался хорошей реакцией, точным вводом мяча руками, умело рукводил защитниками. Сильнее действовал на линии ворот.— 
Карьеру закончил в 1980 году в команде «Гурия» Ланчхути.

## Достижения
- Чемпионат СССР:

Чемпион (1): 1978.
Серебряный призёр (1): 1977.
Бронзовый призёр (3): 1972, 1976 (весна), 1976 (осень).
- Кубок СССР:

Обладатель (1): 1976.
- В списке 33 лучших футболистов сезона (1): 1978 — № 1.